# Benny Andersen

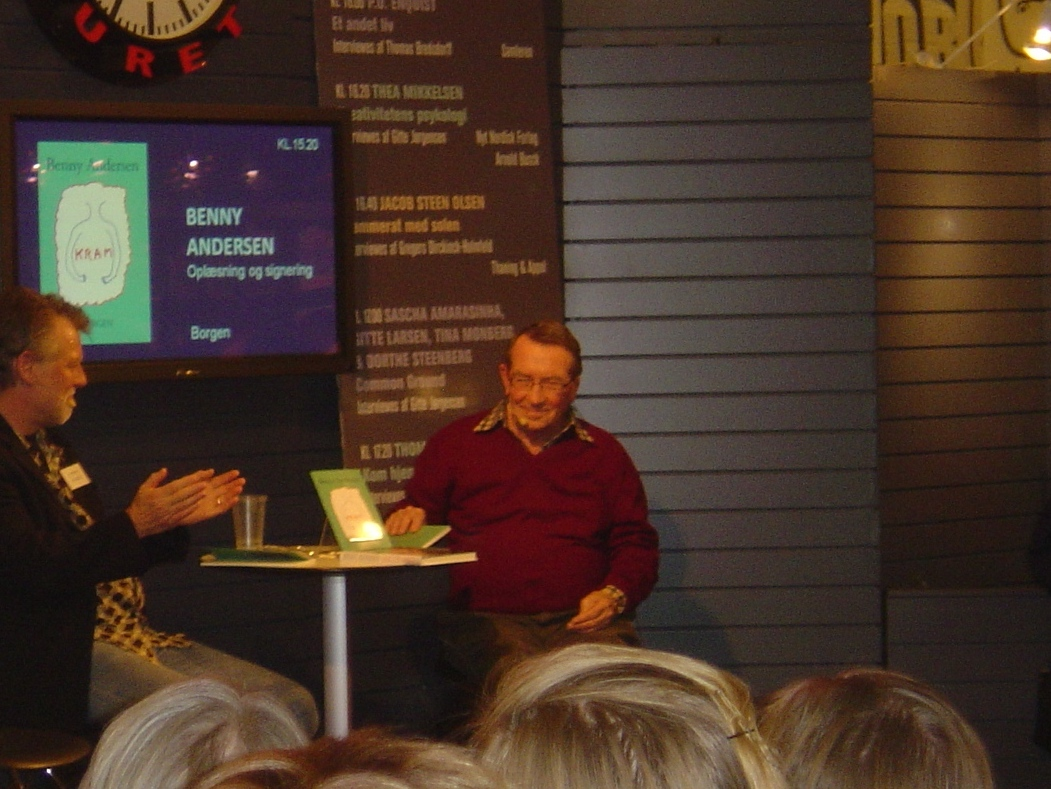
Benny Andersen firmando su colección de poemas "Kram" el 14 de noviembre de 2009

Benny Andersen (7 de noviembre de 1929 - 16 de agosto de 2018) fue un poeta, compositor, letrista, pianista y escritor de nacionalidad danesa. 
Publicó colecciones de poesía, cuentos, novela, ensayos, narraciones infantiles como las protagonizadas por Snøvsen, y dramas televisivos y teatrales. Andersen recibió en 1985 el Premio Modersmål, y da nombre al Premio Benny Andersen.
Benny Andersen fue el letrista moderno danés más cantado y leído. Utilizaba el idioma con ingenio, utilizando juegos de palabras , humor, puntos de vista diferentes y apelando al doble rasero de los daneses. 
Benny Andersen fue también conocido por su larga colaboración con Povl Dissing.
Su primera colección de poesía, Den musikalske ål, se publicó en 1960. La más conocida, probablemente, fue Svantes viser (1972), som de fleste danskere har taget til sig. Su colección Samlede digte 1960 – 1996 rompió récords, publicándose más de 130.000 ejemplares.
Además, Andersen fue miembro de la Academia Danesa desde 1972.

## Carrera

### Infancia
Su nombre completo era Benny Allan Andersen, y nació en Vangede, Copenhague. Benny Andersen tuvo una infancia difícil. Su padre era albañil, y la familia tenía problemas financieros, debiendo cambiar de domicilio doce veces en sus primeros cuatro años de vida. Sin embargo, la familia invirtió en un piano antes de que él cumpliera los diez años, aprendiendo así a tocar el instrumento. Además, Andersen era un ávido lector, y en sus años escolares leía a autores como Jean-Paul Sartre, Marcel Proust o Franz Kafka.

### Juventud
Benny Andersen dejó la escuela tras el séptimo grado, obteniendo un trabajo como mensajero en bicicleta. Dos años después fue empleado en una agencia de publicidad, aunque estaba más interesado en las crónicas periodísticas que en los anuncios. En esa época decidió retomar sus estudios hasta la escuela secundaria. Posteriormente se graduó con un curso nocturno en la Akademisk Studenterkursus en Nørrebro, a la vez que trabajaba en la agencia de publicidad y tocaba el piano en una escuela de baile.
Pero, además, en los cursos nocturnos conoció a la que sería su primera esposa, Signe Plesner. Ella estaba interesada en el lirismo, y él, para impresionarla y ganar su corazón, decidió escribir poesía. Tuvo éxito, y también decidió publicar una colección completa de sus poemas.

### Rechazo del editor
Benny Andersen viajó en 1948 a Esbjerg, donde fue pianista de bar. Allí empezó a escribir poemas con intensidad, y trabajó durante dos años en una colección de cuentos y poemas, antes de viajar como pianista en lugares como Uppsala. Tras otro año elaborando los poemas, los remitió a Gyldendal, que los devolvió sin publicar. Tras el rechazo de otros editores, el escritor se desanimó. 
En un principio, decidió dejar de escribir. Sin embargo, pasados tres años de descanso reinició su actividad y tuvo impresos 22 poemas en la revista Hvedekorn, y en el invierno de 1959 fue llamado por el editor Jarl Borgen, que quería publicar sus poemas. Fue su primera colección editada, Den musikalske ål (1960).

### Ruptura
Esa edición recibió buenas críticas, siendo elogiada por la revista B.T. y por Tom Kristensen en la publicación Politiken. Benny Andersen continuó tocando el piano, pero al cabo de un año Klaus Rifbjerg le pidió que se dedicara en exclusiva a la escritura.
Por ello editó otras dos colecciones de poemas, Kamera med køkkenadgang (1962) y Den indre bowlerhat (1964), las cuales fueron un éxito, tanto de crítica como de ventas. La segunda de ellas vendió 31.000 ejemplares en dos años. Gracias a la fama conseguida, Benny Andersen empezó a impartir conferencias y a conceder entrevistas.

### Años productivos
Los años posteriores a 1964 fueron muy productivos para Benny Andersen. Escribió poesía, una colección de cuentos cortos, Puderne, guiones para la radio y la televisión, así como los libros infantiles Nikke Nikke Nambo y Snøvsen og digtede fortsat. 
En 1972 escribió la novela Svantes viser, la cual también fue un éxito comercial y de crítica. Se grabó un disco sobre ella en colaboración con Povl Dissing, que vendió más de 57.000 copias. En ese período, Andersen y Signe Plesner se divorciaron.
A partir de entonces, Benny Andersen se convirtió en el poeta danés más leído de los últimos años. Otras colecciones literarias que publicó fueron Denne kommen og gåen (1993), Verden udenfor syltetøjsglasset (1996) y Sjælen marineret (2001).
Además, continuó su carrera musical con Povl Dissing, con el que lanzó los discos Oven visse vande (1981), Hymner og ukrudt (1984) y Over adskillige grænser (1988), realizando la pareja una extensa gira con sus canciones.

### Últimos años
Con motivo de cumplir 70 años, el 7 de noviembre de 1999 Benny Andersen fue homenajeado en el Museo Thorvaldsen de Copenhague. Solo habían logrado ese honor otros dos autores, Hans Christian Andersen y Adam Oehlenschläger. En noviembre de 2013 fue el primer danés en publicar una colección de poemas en chino.

## Vida privada
La primera esposa de Benny Andersen fue la pintora Signe Plesner, con la que tuvo dos hijos.
Benny Andersen también estuvo casado varios años con Cynthia Rosalina, madre de Maria Bramsen (perteneciente a la banda danesaTøsedrengene). Cynthia había nacido en Barbados, donde la pareja pasó muchos inviernos. 
La tercera esposa de Andersen fue Elisabeth Ehmer, con la que estaba casado cuando falleció. 

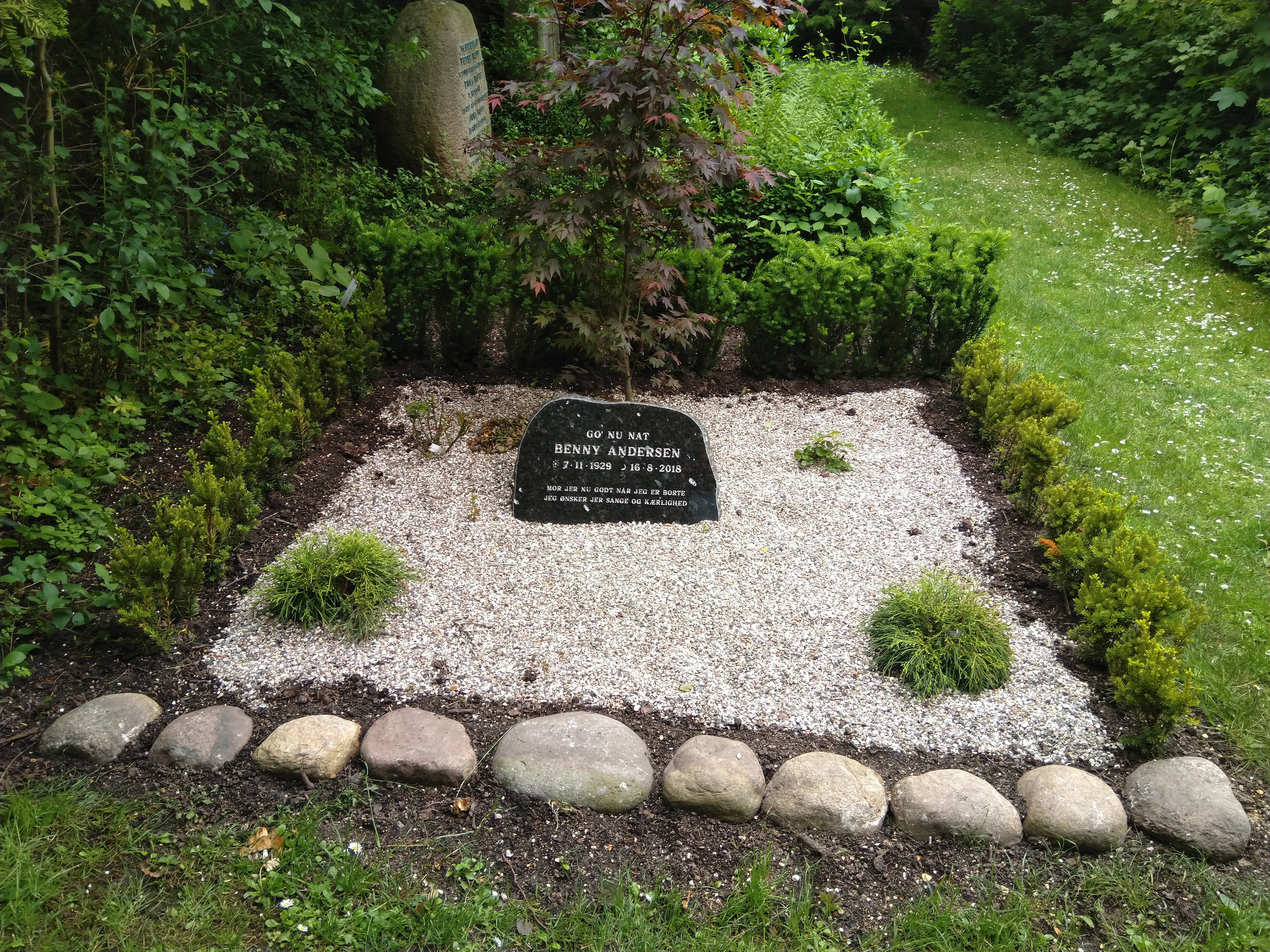
La tumba de Benny Andersens en el Cementerio Assistens

Benny Andersen falleció el 16 de agosto de 2018 en Sorgenfri, Dinamarca.

## Selección de su obra literaria
- 1961 : Den musikalske ål (poemas)
- 1962 : Kamera med køkkenadgang (poemas)
- 1963 : Bukserne
- 1963 : Nikke Nikke Nambo og andre danske børnerim og remser
- 1964 : Smil (poemas)
- 1964 : Den indre bowlerhat (poemas)
- 1966 : Portrætgalleri (poemas)
- 1968 : Et lykkeligt menneske
- 1968 : Hikke (novela)
- 1969 : Det sidste øh og andre digte (poemas)
- 1971 : Her i reservatet (poemas)
- 1972 : Svantes viser (poemas)
- 1974 : Personlige papirer (poemas)
- 1978 : Under begge øjne (poemas)
- 1979 : Himmelspræt (eller kunsten at komme til verden) (poemas)
- 1985 : Tiden og storken (poemas)
- 1985 : H.C. Andersens land (poemas)
- 1991 : Chagall og skorpiondans (poemas)
- 1993 : Denne kommen og gåen (poemas)
- 1993 : Mit liv som indvandrer (poemas)
- 1995 : Verdensborger i Danmark (poemas)
- 1996 : Verden udenfor syltetøjsglasset (poemas)
- 2001 : Sjælen marineret (poemas)
- 2003 : Svantes lykkelige dag
- 2003 : Samlede noveller (cuentos)
- 2005 : Spredte digte (poemas)
- 2005 : Den Vilde Ungdom (poemas)
- 2009 : Kram (poemas)
- 2010 : Den nøgne mand (poemas)